# Palácio de Brocoió
O Palácio de Brocoió localiza-se na ilha do Brocoió, em Paquetá, no interior da baía de Guanabara, no Estado do Rio de Janeiro, no Brasil.
É um dos palácios do Governo do Estado, juntamente com o Palácio Guanabara, sede do governo, e o Palácio das Laranjeiras, residência oficial. O Palácio de Brocoió é utilizado como residência de praia pelo governador do Estado do Rio de Janeiro ou como segunda opção para hospedar autoridades.

## História
Na década de 1930, a ilha foi urbanizada pelo seu antigo proprietário, Octávio Guinle, que nela fez erguer uma mansão em estilo normando, com projeto do arquiteto francês Joseph Gire, autor do projeto do Copacabana Palace.
Empregando materiais importados da França e de Portugal, a edificação apresenta um porão e dois pavimentos residenciais, acrescidos de um sótão. A parte residencial compreende três salas, varanda, hall com pé direito duplo, seis quartos, cinco banheiros, copa, cozinha, despensa, três quartos de empregados e banheiros de praia.
Além da residência principal, a ilha dispõe de outras benfeitorias como casa para o administrador, depósito de materiais, estufa, abrigo para lanchas e pier, viveiro de peixes e lago.
A ilha e o imóvel foram adquiridos, em 1944, pela Prefeitura do então Distrito Federal, quando se converteu em patrimônio público. Posteriormente, passou para a administração do governo estadual.
Entre 1932 e 1944, Octávio Guinle recebeu em Brocoió figuras ilustres, como o presidente Getúlio Vargas, amigo de Guilherme Guinle, seu irmão, e o ator Errol Flynn.
Em 1945, foi hospedada a senhora Chiang Kai-shek, esposa do então presidente da China, que usou a ilha para se recuperar de uma estafa.
Em 1965, o Palácio foi tombado pelo Instituto Estadual do Patrimônio Cultural (INEPAC). Quem se hospeda no imóvel desfruta de um espaço luxuoso. A banheira na suíte do governador foi escavada num bloco maciço de mármore, e as torneiras são de bronze.
No período de 1960 a 1975, Brocoió hospedou vários Governadores do Estado da Guanabara, entre os quais, Carlos Lacerda, que lá residiu durante grande parte do seu mandato.
Os últimos governadores do estado do Rio de Janeiro que estiveram no local foram Rosinha e Anthony Garotinho.
O governador Sérgio Cabral, que deixou o cargo, em 2014, gastou ainda um milhão de reais para fazer a reforma do local, depois de anunciar que a ilha seria aberta para a visitação, o que acabou não ocorrendo.
Já o sucessor de Cabral, o governador licenciado Luiz Fernando Pezão, falava em tornar o casarão uma escola de hotelaria. Em junho de 2016, o governador em exercício, Francisco Dornelles, indicou o desejo de atrair a cobiça de hoteleiros, tentando transformar a mansão histórica em dígitos na conta bancária do Estado.

## O estilo normando

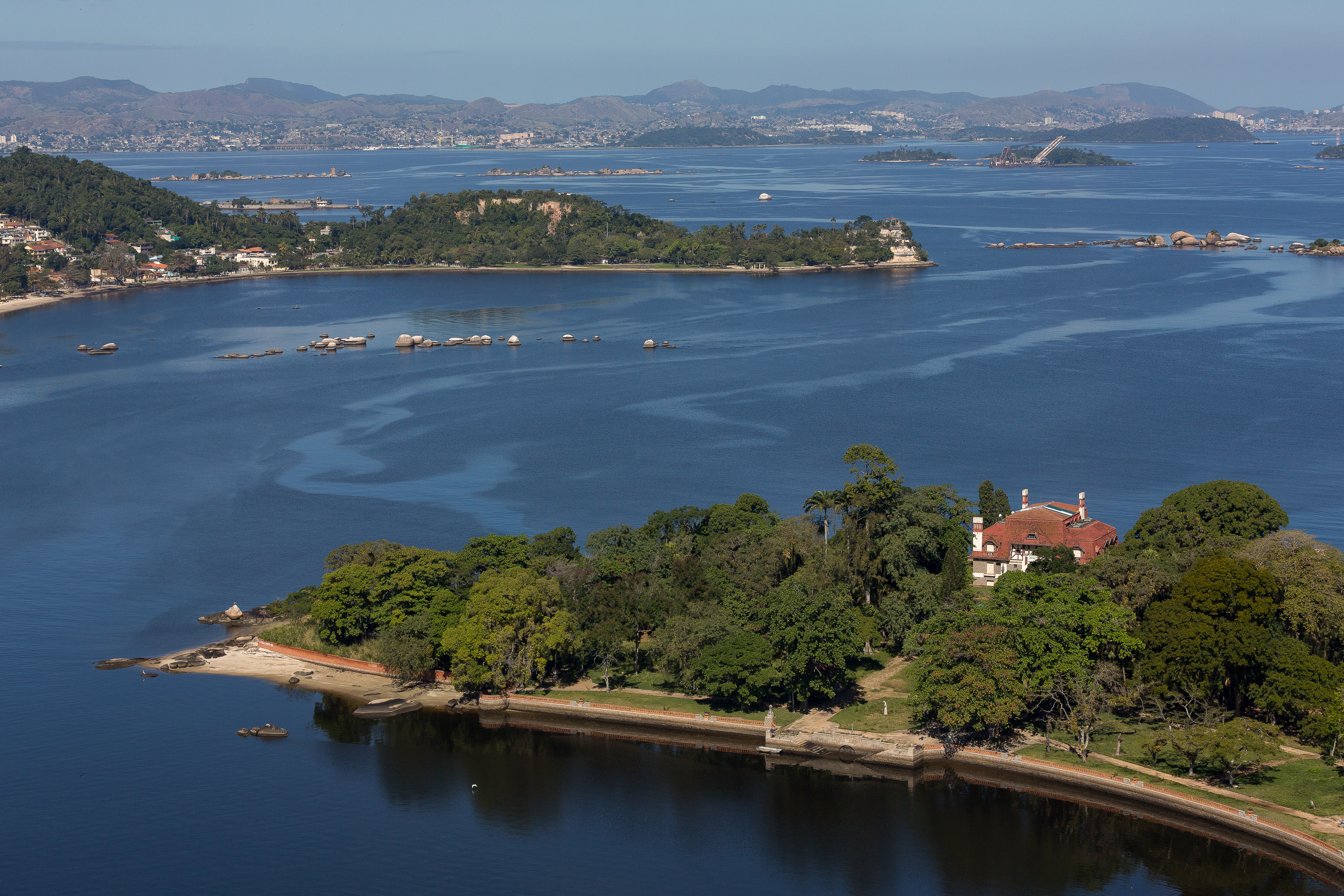
Ilha do Brocoió, Rio de Janeiro, Brasil.

O estilo normando tem sua origem na arquitetura medieval dos povos que ocupavam a região da Normandia, situada no centro-oeste da Europa, no atual território da França. O clima dessa região, muito frio e sujeito a tempestades de neve, deu a esse estilo a sua principal característica: telhados com grande inclinação, cujo objetivo era impedir a sua ruína devido à quantidade de neve que se acumularia sobre as telhas.
Esse estilo também possui na maioria de suas construções estruturas de madeira aparente nas fachadas, mansardas, serralheria artísticas, jardineiras nas janelas e cômodos internos revestidos em madeira.
Provavelmente o arquiteto Joseph Gire escolheu o estilo normando, para o seu projeto em Brocoió, a pedido de Octávio Guinle, devido a influência arquitetônica da grande quantidade de construções existentes nesse estilo na Europa, principalmente na França, centro intelectual e artístico do mundo, antes da Segunda Guerra Mundial, época em que era muito visitada pela elite brasileira.
Para tentar conferir maior autenticidade a esse estilo, pouco condizente com o clima e paisagem da Ilha de Brocoió, esse arquiteto mandou importar da França todo o material usado nas construções, inclusive as telhas. De Portugal veio o mármore de Lioz, para o revestimento da maioria dos pisos da mansão e do banheiro de sua suíte principal. 
Para amenizas o calor no interior da mansão, foi construído um generoso sótão, com pequenas áreas destinadas a aposentos de serviçais, caixa d'água e grandes áreas livres equipadas com janelas e claraboias, visando à circulação de ar e iluminação zenital.
Nas construções de Brocoió, outras características do estilo nornando podem ser verificadas: a imitação de estrutura de madeira aparente nas fachadas, feita em argamassa pintada de marrom; refinados revestimentos em madeira nas paredes das salas de jantar e na suíte principal. As jardineiras nas janelas, em Brocoió, só forma usadas nas varandas e sacadas.
Além da residência principal, esse mesmo estilo foi usado nas casas para porteiro, administrador, empregados e abrigo coberto para lanchas.

## Jardins
O paisagismo a ilha, seguindo o projeto do arquiteto Jospeph Gire, foi executado sob a competente direção da "seção Paisagismo" da firma brasileira Dieberger & Companhia, e seguiu o modelo francês, tão ao gosto da época. Os gramados, quando do ajardinamento inicial, eram cercados por fícus aparadas a pequena altura, numa realização paisagística que pouco tinha a ver, seja com as condições climáticas, seja com as tão apropriadas tradições de nossas antigas chácaras. Como em todo jardim francês, em Brocoió, foi construído um chafariz com lago, no meio de um gramado.
Atualmente, as áreas planas são ocupadas por gramados permeados de árvores de grande porte e, os dois morros, por densa vegetação proveniente do reflorestamento executado, em 1950.